# تقدیم به همه پسرانی که عاشقشان بودم
تقدیم به همه پسرانی که عاشقشان بودم (انگلیسی: To All the Boys I've Loved Before) یک رمان عاشقانه نوجوانان، به قلم نویسنده آمریکایی جنی هان است که اولین بار توسط انتشارات سایمون اند شوستر در ۱۵ آوریل ۲۰۱۴ منتشر شد.(هان) در این کتاب براساس نامه‌های طولانی که که در نوجوانی به پسرانی که با آنها بازی کرده بود الهام‌گرفته‌است. این رمان دو بخش به نام‌های پ. ن من هنوز دوستت دارم (که در ۲۶ مه ۲۰۱۵ عرضه شد) و همیشه و همیشه، لارا جین (که در ۲ مه ۲۰۱۷ منتشر شد) دارد.
این رمان توسط انتشارات سنگ در ایران با نام "به آنها که عاشق شان بودم " چاپ شده‌است

## داستان
لارا ژان سانگ کاوی، دختر ۱۶ ساله دو رگه کره‌ای و نژاد قفقازی است. او شباهت کمی به خواهر بزرگ‌ترش مارگوت و خواهر کوچک‌ترش کِیتی، دارد. مادر لارا ژان، تمام نامه‌های عاشقانه او که با پسران عاشقش رد و بدل می‌کرده را در صندوقی نگه می‌داشته‌است. درست قبل از اینکه از دانشگاه در اسکاتلند فارغ‌التحصیل شود با دوست پسرش، جاش سندرسون، که همسایه بعدی آن‌ها نیز هست، صحبت می‌کند. لارا ژان، که زمانی نسبت به جاش علاقه داشت، بعد از جدا شدن از خواهرش مارگوت این علاقه را به او ابراز می‌دارد. او وقتی ۱۴ سال داشت پی‌نوشتی به نامه جاش هنگام جدایی از مارگوت اضافه می‌کند.
پیتر کاوینسکی، که یکی از دلداده‌های لارا ژان بود نیز در نامه ای که برایش می‌نویسد ابراز می‌دارد که دیگر هیچ تمایلی نسبت به لارا ندارد. لارا که گیج و نگران است فکر می‌کند که این نامه در جواب یکی از ایمیل‌هایی است که مدت‌ها قبل برای پیتر فرستاده‌است. وی به خاطر می‌آورد که وقتی کلاس هفتم بوده، در یک مهمانی دوستانه پیتر او را می‌بوسد. درست در همان لحظه، جاش با نامه ای در دست به او نزدیک می‌شود. لارا با دیدن این صحنه خود را در آغوش پیتر می‌اندازد تا از رویارویی و صحبت با جاش دوری کند. بعد از این اتفاق، در دبیرستان، لارا موضوع را برای پیتر توضیح می‌دهد. پیتر هم به دروغ داستان جدایی خودش از دوست دخترش جنوی را می‌گوید.
در این زمان لارا و پیتر قوانینی برای یکدیگر وضع می‌کنند که نوع رفتار متقابلشان را مشخص کند. هر چه بیشتر این ارتباط ادامه پیدا می‌کند لارا نسبت به رفتارهای پیتر گیج‌تر می‌شود.
در اردوی اسکی که مدرسه ترتیب داده‌است، پیتر به لارا می‌گوید تصمیم دارد با او قرار عاشقانه ای (date) بگذارد و او را در یک وان آب گرم ببوسد. فردای آن روز جنوی به لارا می‌گوید که شایعه ای مبنی بر رابطه عاشقانه او و پیتر در وان آب گرم وجود دارد و اینکه بعد از آن پیتر شبانه به اتاق لارا رفته‌است. با این حس سرخوردگی، لارا از دیدار مجدد پیتر در کریسمس اجتناب می‌کند. کِیتی او را به مهمانی کاوی برای شام دعوت می‌کند. وقتی که پیتر تصمیم به صحبت با لارا ژان می‌گیرد، جاش اجازه نمی‌دهد و در آنجاست که مارگوت از ارتباط و علاقه جاش و لارا مطلع می‌شود.
اختلاف بین مارگوت و لارا بالاخره برطرف می‌شود اما هنوز لارا از پیتر به شدت عصبانی است تا اینکه کِیتی اعتراف می‌کند که او جعبه نامه‌های خواهرش را دزدیده و نامه‌ها را پست کرده‌است. کِیتی به لارا ژان می‌گوید پیتر او را بسیار دوست دارد و نامه‌هایی که پیتر برایش نوشته بوده را نشانش می‌دهد. بعد از خواندن آن نامه‌ها لارا تصمیم می‌گیرد با نوشتن نامه ای عاشقانه نظر مثبتش به او را نشان دهد.

## جوایز
این رمان ۴۰ هفته در فهرست کتاب‌های پرفروش نیویورک تایمز در ژانر ادبیات نوجوان قرار داشته‌است و به ۳۰ زبان چاپ و منتشر شده‌است.

## اقتباس فیلم
فیلم تقدیم به همه پسرانی که عاشقشان بودم بر اساس این رمان ساخته شده‌است.
در ماه جون سال ۲۰۱۴، شرکت اووربوک اینترتینمنت که شرکتی متعلق به ویل اسمیت هنرپیشه است تمامی حق و حقوق مالکیت این رمان را برای ساخت فیلم در اختیار گرفته‌است. این کار با مشارکت ویل اسمیت و جیمز لاسیتر تهیه شد. تولید این فیلم در ونکوور در ژوئیه سال ۲۰۱۷ کلید خورد و در ۱۷ اوت ۲۰۱۸ به وسیله شرکت نت‌فلیکس اکران و منتشر شد. این فیلم نظر مثبت منتقدین را به خود جلب کرد. کسانی که در این فیلم نقش داشته‌اند عبارتند از:
لانا کاندر، جنا پریش، نوحا سنتینو، ایزرائیل بروسارد، جان کوربت (هنرپیشه) و برخی دیگر.